# Dans la forêt de Katyń
Pour plus de détails, voir Fiche technique et Distribution.
Dans la Forêt de Katyń est un court métrage documentaire franco-polonais réalisé par Marcel Łoziński en 1990.

## Synopsis
Le film raconte le massacre de Katyń commis en 1940 par la police politique soviétique, le NKVD qui  assassine des milliers d'officiers polonais fait prisonniers par l'Armée rouge lors de l'invasion soviétique de la Pologne en septembre 1939.

## Récompenses
- 1990: Sesterce d'or au  festival du film documentaire de Nyon
- 1990: (2e) Prix des journalistes au Festival du film de Cracovie
- 1990: Grappe d'or (Złote Grono) au festival du film de Łagów
- 1991: Premier Prix pour le meilleur documentaire au festival du film de Reykjavik[1]